# Turpas
Turpas är ett naturreservat i Överkalix kommun i Norrbottens län.
Området är naturskyddat sedan 1997 och är 1,6 kvadratkilometer stort. Reservatet omfattar främst Västra Vallsberget med dess branta nord och östsluttningar. Reservatet består av tallskog med inslag av gran och björk.